# Cymopterus douglassii
Cymopterus douglassii är en flockblommig växtart som beskrevs av Ronald Lee Hartman och Lincoln Constance. Cymopterus douglassii ingår i släktet Cymopterus och familjen flockblommiga växter. Inga underarter finns listade i Catalogue of Life.